# Dakshineswar
Dakshineswar (en bengalí: দক্ষিনেশ্বর) es un localidad situada al margen izquierda del río Hugli a unos treinta kilómetros al norte de Calcuta (India). Forma parte del municipio de Kamarhati, en el distrito 24 Norte de Parganas. Es una parte de la Autoridad Metropolitana de Desarrollo de Kolkata (KMDA). La ciudad es conocida por su templo a la Dessa Kali porque el famoso místico Sri Ramakrishna sirvió como sacerdote en el siglo XIX.

## Templo de la diosa Kali en Dakshineswar
Gracias al templo, Dakshineswar es el centro de peregrinaje internacional más importante del distrito. El templo de la diosa Kali fue construido el 31 de mayo de 1855 por Rani Rashmoni. El templo es famoso por su asociación con Sri Ramkrishna, un místico bengalí del siglo XIX, quien es considerado como encarnación divina por parte de la tradición hindú, y quien, sin ser un intelectual, tuvo gran influencia en los círculos aristocráticos e intelectuales hindúes de Calcuta.
Un gran número de personas se reúnen en Dakshineswar durante todo el año, especialmente el día de Shyama Sube, el día Shiva Chaturdashi, el día del año nuevo en Bengala (naba barsha), Akshaya Tritiya y el 1 de enero de cada año con motivo del Kalpataru Utsava (el día que Sri Ramkrishna logró el siddhi).
Alrededor de Ramakrishna se formó un círculo de reformadores religiosos hindúes, que en parte son el origen del nacionalismo bengalí, un movimiento que se extendió por todo el India. Entre ellos, el más famoso de entre sus discípulos era Vivekananda, un misionero de la cultura védica que fundó la Misión Ramakrishna y el Ramakrishma Math. La sede de estas organizaciones se encuentra exactamente al otra lado del río Hugli, en Belur Math. De este modo, se puede considerar Dakshineswar como un lugar importante del renacimiento religioso hindú.

## Industria
Como empresas importantes podemos encontrar. WIMCO, una compañía de partidos sueca, estableció a la década de 1920 una fábrica a Dakshineswar, que fue comprada por ITC Limited el 2011. Y Emami Papel Mijos Ltd. uno de los grandes productores del país de papel periodístico a partir de residuos de papel. Que tiene una de sus dos plantas en Dakshineswar.[cita requerida]

## Transporte
Belghoria Expressway es una autopista de peaje que une los puntos de conexión de la NH 19 y la NH 16, cerca de Dankuni a Dakshineswar, a través de Nivedita Setu y NH 12 (Jessore Road), cerca del aeropuerto internacional Netaji Subhas Chandra Bose. Dakshineswar también está conectada por varias carreteras a Dankuni a través del puente Vivekananda Setu (antiguo puente de Bally) y Dunlop (a Baranagar) más a la carretera estatal 1 (popularmente conocida como Barrackpore Trunk Road).
La estación de tren de Dakshineswar se encuentra a 13 km de la estación de tren de Sealdah, en la línea de Calcuta Chord, que une la estación de tren de Dum Dum Junction con la estación de tren de Dankuni Junction.
Los servicios de ferry de Dakhsineswar-Belur Math y Dakshineswar-Uttarpara están disponibles a través del Hugli, desde Ma Bhabotarini Jetty.
La carretera de Rani Rashmoni, de 350 m de longitud, une la estación de autobuses y la estación de tren de Dakshineswar con el templo de la Desa Kali. Este vía es utilizada anualmente por 13 unos millones de devotos. El 17 de marzo de 2015, la ministra principal Mamata Banerjee estableció la primera piedra de una pasarela elevada de 400 m de longitud, de 10,5 m de anchura, sobre la carretera congestionada.